# Chaussette
Pour les articles homonymes, voir Chaussette (homonymie).
« Socquette » redirige ici. Pour l’article homophone, voir Socket.

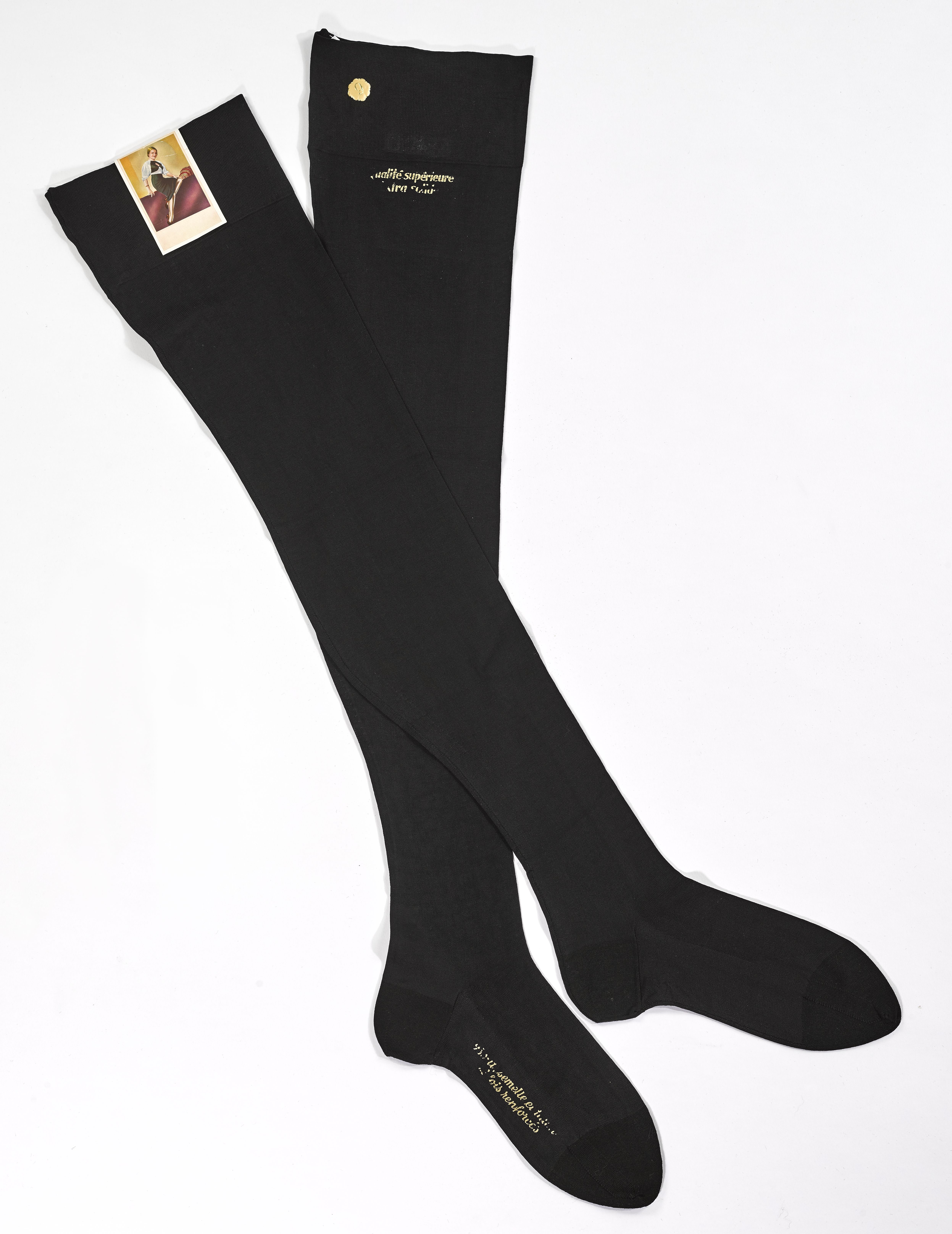
Chaussettes longues.

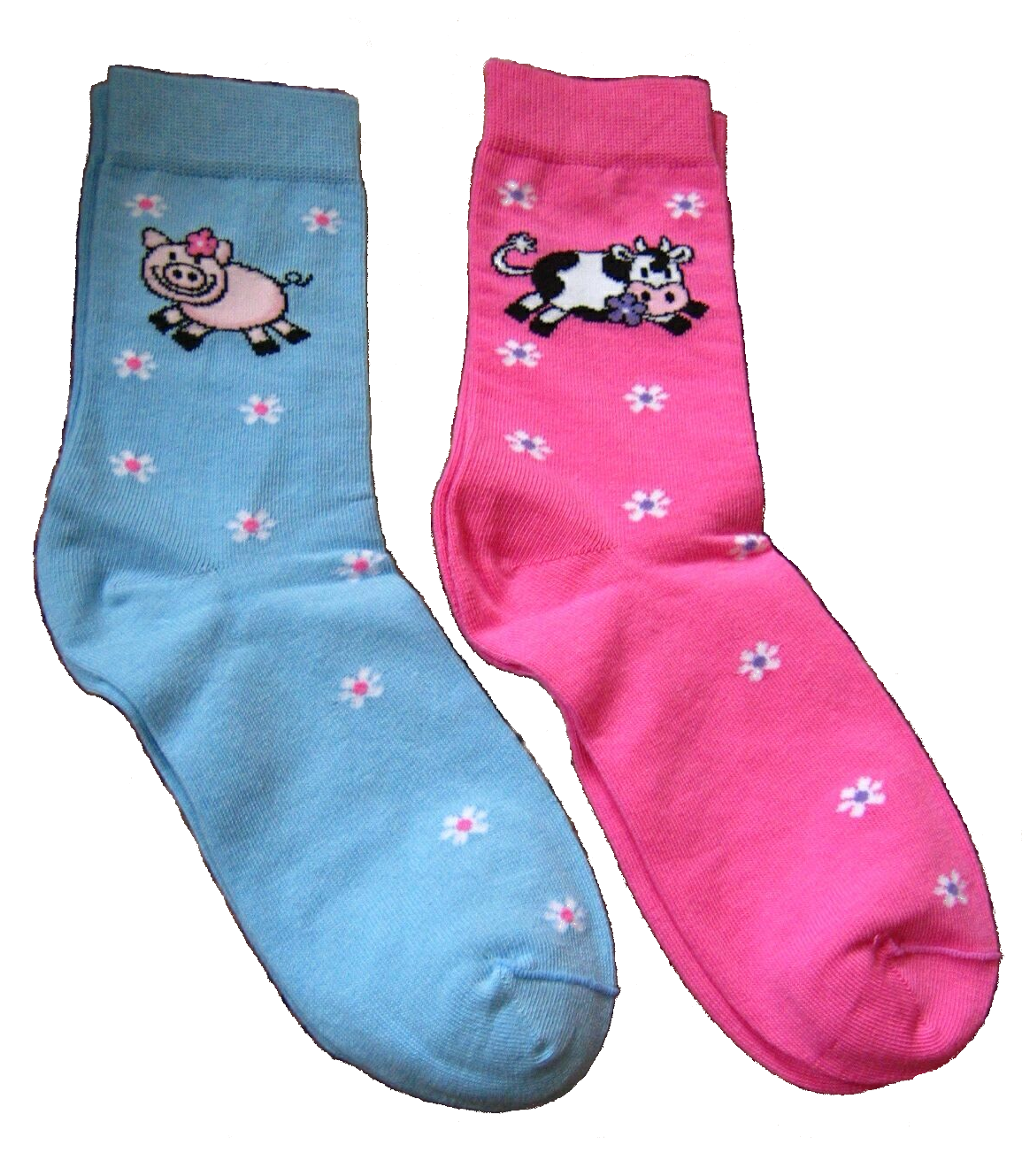
Chaussettes de fantaisie.

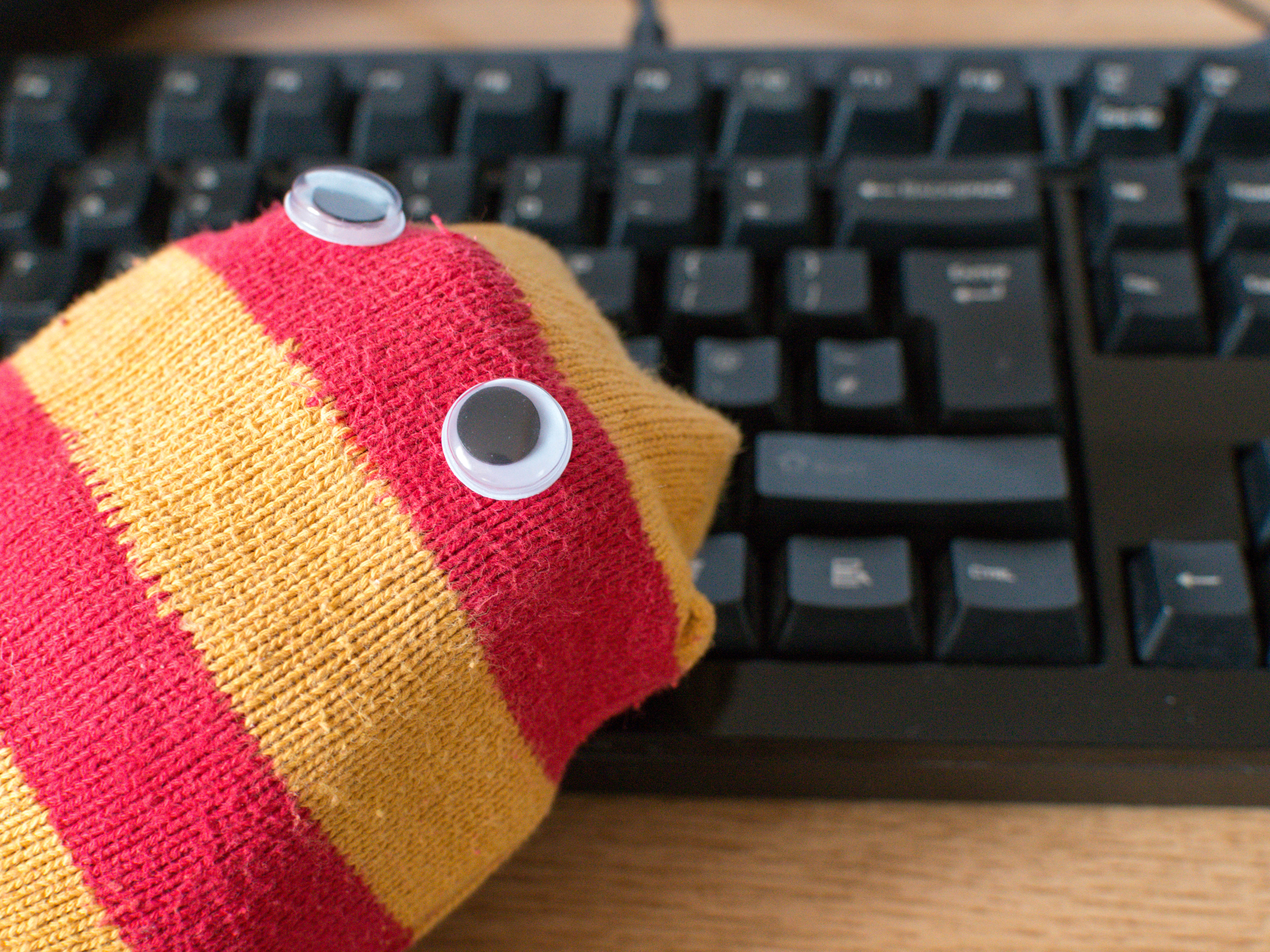

Une chaussette est un bas qui s'arrête à mi-jambe ou à la cheville et se porte à l'intérieur d'une chaussure ou d'un chausson. Le mot signifie petite chausse. Les chaussettes vont généralement par paire et sans différences entre le pied droit et le pied gauche, sauf pour certains usages techniques ou dans certains pays comme le Japon (où les chaussettes traditionnelles ont des orteils séparés). Pour la pratique du sport en plein air, notamment le football ou le rugby, la chaussette longue est souvent utilisée. La socquette est une variante plus courte de la chaussette.
Il s'agit d'un tricot circulaire, raison pour laquelle la chaussette fait partie de la famille d'habillement dénommée « bonneterie ». Une chaussette est toujours tricotée ouverte et est fermée à sa pointe lors de l'opération de manutention appelée « remaillage ».
La majorité des chaussettes sont remaillées selon trois grands procédés. La finesse de ce remaillage varie en fonction du niveau de finition. Plus le remaillage est délicat, moins le bourrelet de la couture est perceptible.
- Le remaillage « rosso », du nom de l'inventeur de la machine est aussi appelé remaillage à l'aveugle. La chaussette est enfilée à l'envers dans un rail où une machine coud sans prendre en considération les mailles et forme un trait de couture ;
- Le remaillage « Line Toe » est une forme intermédiaire entre le remaillage rosso et le remaillage à la main. La machine coud entre les mailles ;
- Le remaillage à la main est la méthode la plus raffinée[1]. Les chaussettes sont reprises à la main, maille par maille. À la suite de cette opération très consommatrice de main-d'œuvre, la couture est à peine perceptible au toucher. Cette méthode permet l'absence de bourrelet.

Selon les marques, les matières et les qualités, les chaussettes couvrent plus ou moins de tailles. Les chaussettes de luxe, qui sont entièrement en matières naturelles, ne sont pas élastiques et chaussent taille par taille. On ne retrouve cette exigence que chez de rares marques, italiennes en majorité (Gammarelli par exemple). Certaines marques font des doubles tailles (39-40, 41-42…). L'utilisation de matières synthétiques (Lycra) permet de fabriquer des triples ou des quadruples tailles (39-42). Certaines enseignes proposent une taille unique.
En outre, les matières naturelles limitent les mauvaises odeurs liées à la forte transpiration des pieds.
La chaussette est caractérisée par la jauge du tricot et par le diamètre du fil utilisé. Les différentes parties qui composent la chaussette sont le bord côte, la tige, le talon, la semelle, le cou de pied et la pointe.

## Fonctions
Les principales fonctions d'une chaussette sont :
- avoir une bonne adaptation du pied à la chaussure, en particulier pour les activités sportives où la chaussette sert d'amortisseur ;
- favoriser l'hygiène des chaussures, plus difficiles à nettoyer que les chaussettes ;
- éviter les frottements et donc les ampoules ;
- maintenir les pieds au chaud ;
- évacuer la transpiration, par temps chaud ou lors d'exercices physiques ;
- esthétique, en particulier quand elles sont apparentes ;
- protection de la voûte plantaire.

## Tailles
Les tailles des chaussettes sont souvent celles des chaussures.
Cependant pour les chaussettes italiennes de luxe, les tailles obéissent à une échelle sans rapport, ni avec les tailles européennes, ni avec les tailles anglo-saxonnes.
Cette échelle, qui taille pointure par pointure a les correspondances suivantes :
- 10 pour le 40
- 10,5 pour 41
- 11 pour 42
- etc.

## Histoire

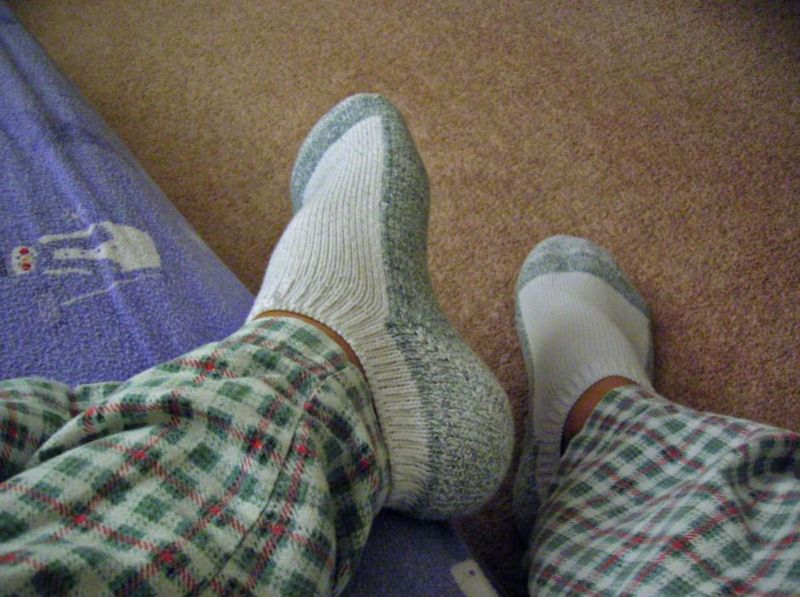
Une chaussette courte.

La première apparition de la chaussette remonterait à l'an 2000 av. J.-C. en Syrie. Au Moyen Âge, les chaussettes étaient faites de bandes de tissus. Les chaussettes dérivent des bas-de-chausses qui étaient utilisés en complément des hauts-de-chausses au Moyen Âge, quand les chausses ne couvraient pas toute la jambe et le bassin. Les bas-de-chausses sont aussi l'ancêtre des bas. Ils étaient souvent tricotés ou tissés et tenus par une jarretière. Les bas confectionnés sur un métier à tricoter seraient apparus à partir de 1589, innovation que l'on attribue sans certitude à un anglais, William Lee. Le tricot, par son élasticité, est effectivement beaucoup plus adapté que le tissage, beaucoup plus rigide. Les chaussettes ou bas étaient alors en laine ou en soie et toujours synonyme de grand luxe.
Avant que la technique de l'élastique ne soit généralisée, la chaussette était maintenue par un fixe-chaussette, la simple élasticité naturelle du tricot (notamment du jersey) ne suffisant pas. Cette technique a aujourd'hui presque totalement disparu.
De nos jours, les chaussettes sont majoritairement en synthétique, coton ou laine. Le type de chaussettes portées varie selon les pays. Les hommes portent en France des chaussettes à 80 % et des mi-bas pour 20 % d'entre eux. Il est intéressant de remarquer que les proportions sont inversées pour l'Italie, où l'on juge disgracieux de porter des chaussettes, moins hautes, qui laissent entrevoir le mollet. Les chaussettes ont à plusieurs reprises fait parler d'elles dans la presse au cours des dernières décennies. Le style du chanteur Michael Jackson, avec ses chaussettes blanches, mocassin et pantalon feu-de-plancher, qui faisaient ressortir au mieux ses pas de danse légendaires. Au niveau politique, Édouard Balladur qui portait des chaussettes rouge cardinal, et de Fillon qui en porte à son tour,. Les deux premiers ministres ont revendiqué porter des chaussettes Gammarelli. Il y eut aussi Paul Wolfowitz qui avait laissé voir un trou dans ses chaussettes en ôtant ses chaussures pour entrer dans une mosquée. Jean-Marie Messier avait également fait parler de lui en posant allongé sur son lit à New York avec une chaussette trouée. Enfin, Pierre Joxe avait dit de Pierre Bérégovoy qu'« un homme qui porte de pareilles chaussettes [tirebouchonnées et détendues] ne peut être malhonnête » en arguant de son innocence au moment où il était mis en cause pour une affaire de prêt sans intérêt.
Dans un autre registre, des chaussettes ont été les vedettes pendant près de vingt ans, de l'émission Babibouchettes, en Suisse romande.

## Industrie
La ville chinoise de Datang est spécialisée dans la production de chaussettes. Une paire de chaussettes sur trois vendues dans le monde est fabriquée à Datang par les 10 000 entreprises de la région. Grâce au faible coût de la main-d’œuvre et la logistique extraordinaire, la région propose les coûts de production les plus bas du monde.
En France, il reste quelques entreprises de fabrication de chaussettes : BleuForêt à Vagney dans le département des Vosges, Labonal à Dambach-la-Ville dans le département du Bas-Rhin, Kindy à Moliens en Picardie, Missegle à Burlats dans le département du Tarn, Manufacture Perrin à Montceau-les-Mines,…

## Types
- Chaussette ;
- Chaussette anti-tiques ;
- Chaussette à orteils ou chaussette-gant ou chaussette à doigts : c'est un type de chaussette dont la pointe est divisée pour que les orteils soient chacun enveloppés séparément, tel un gant sur une main[8]. Il existe aussi une version intermédiaire, comparable aux moufles, où seul le gros orteil est séparé. Celle-ci est une tabi. L’une et l’autre sont d’usage très courant au Japon, et sont parfaitement adaptées au port des Getas ;
- Chaussette courte ;[réf. souhaitée]
- Chaussette de contention ;
- Chaussette longue : c'est une chaussette qui ne s'arrête pas à mi-jambe mais en dessous du genou. Les sportifs les portent pour la pratique en plein air, notamment du football ou du rugby. Elle est plus courte que le mi-bas, arrivant lui au-dessus du genou ;
- Chaussette Saint-Crespin avec bouton de pression ;
- Chausson[pas clair] ;
- Chaussons anti verrues ;
- Loose socks ;
- Maxi-chaussette ;[réf. souhaitée]
- Mi-bas[réf. nécessaire] ;
- Bobby socks ;
- Mi-chaussette[pas clair] ;
- Jambière[pas clair] ;
- Socquette : la socquette est une variante plus courte de la chaussette. Contrairement à elle, la socquette ne s'arrête pas à mi-jambe mais juste au-dessus de la cheville. Elle est principalement portée par les jeunes femmes.[réf. souhaitée] Les hommes les portent aussi pour la pratique du sport, notamment le cyclisme. Elle est inventée dans les années 1940, où l'on encourageait les jeunes filles à en porter plutôt que des bas afin d'économiser le nylon pour l'effort de guerre ; la socquette est ensuite intégrée à l'uniforme des écolières[9].
- Mini-socquette ou socquette courte ou socquette invisible : c'est une variante de la socquette devenue assez courante, à la fois pour le côté esthétique qu'elle procure mais aussi pour les avantages qu'elle apporte. En effet, contrairement à la socquette, la socquette courte ne s'arrête pas au-dessus de la cheville mais juste en dessous de la cheville. La mode a beaucoup favorisé le port de la socquette courte chez les filles (il devient maintenant rare de voir une fille porter des socquettes), mais cela est désormais très répandu chez les garçons également. La socquette courte est aussi très utilisée dans le milieu sportif pour ses multiples avantages. Le côté esthétique vient du fait qu'en portant des souliers de basketball, la socquette courte, souvent, ne se verra pas (raison pour laquelle on les qualifie d'« invisibles »), donnant l'impression qu'on porte ses souliers pieds-nus.
- Chaussette russe : carré de tissus.

## Expressions
Le terme de chaussette est employé dans les expressions courantes suivantes :
- « Laisser tomber quelqu'un comme une vieille chaussette », qui signifie : considérer quelqu'un comme un objet de rebut.
- « Retourner quelqu'un comme une chaussette », qui veut dire : faire sans effort passer quelqu'un d'une opinion à l'opinion opposée.
- « Chaussette à clous », en argot, désigne un soulier ferré, et, au pluriel, les agents de la direction du renseignement et de la sécurité de la Défense.
- « Jus de chaussette » (familier) désigne du mauvais café. (Une chaussette servait de filtre chez les campeurs.)
- « Fraude à la chaussette », expression qui provient d'une fraude électorale, lors des élections municipales de 2008 à Perpignan (France). L'un des présidents de bureau de vote avait mis des bulletins dans ses poches et ses chaussettes. Les élections ont été annulées.
- L'expression "Se ramener en chaussettes" ou bien "Débarquer en chaussettes" signifie venir les mains dans les poches, sans être préparé, ou à un moment inadéquat.
- Lorsque l'on roule ses cigarettes, une cigarette mal roulée est appelée chaussette.
- « Se faire rouler les socquettes » signifie « se faire escroquer » selon les habitants de l'île Maurice.
- « Faire une socquette » signifie, à Liège, faire une petite sieste plaisante.[réf. souhaitée]
- L'expression "un homme en socquette" signifie un homme circoncis, ou un homme passé par la circoncision.[réf. nécessaire]